# Nyctycia persimilis
Nyctycia persimilis là một loài bướm đêm trong họ Noctuidae.